# Piet van Zyl
Piet van Zyl (wym. [pit fanˈsəil]; ur. 14 maja 1979 roku w Worcester) – południowoafrykański rugbysta reprezentujący Namibię. Obecnie występuje w klubie CS Bourgoin-Jallieu, który rozgrywa swoje mecze we francuskiej lidze Top 14.
Van Zyl występował w połudiowoafrykańskim klubie Boland Cavaliers, który grał w regionalnej lidze RPA (Currie Cup). W 2008 roku przeniósł się do Free State Cheetahs; zadebiutował także w barwach drużyny Super 14 – Cheetahs. Od sezonu 2008/2009 gra we francuskim Bourgoin.
W reprezentacji Namibii zadebiutował 15 sierpnia 2007 roku, kiedy to Namibijczycy podejmowali w towarzyskim spotkaniu Południową Afrykę. Piet van Zyl z namibijską kadrą wystąpił na Pucharze Świata w 2007 i 2011 roku. W pierwszym meczu mistrzostw w 2007 roku zdołał zdobyć przyłożenie przeciw Irlandii.